# Enrico Zappoli
Enrico Guarienti Zappoli (Porto Alegre, 12 de maio de 1995) é um voleibolista indoor brasileiro, atuante na posição de Ponteiro e que desde as categorias de base recebe convocação para representar o país através da Seleção Brasileira, pela qual conquistou no Equador, categoria infantil, a medalha de ouro no Campeonato Sul-Americano de 2011 e na categoria infanto-juvenil obteve o título do Campeonato Sul-Americano de 2012 no Chile. Em clubes, foi semifinalista na edição de 2015 da Challenge Cup.

## Carreira
Em 2011 foi convocado para Seleção Brasileira, na categoria de base, quando disputou a primeira edição do Campeonato Sul-Americano Infantil sediado em Guayaquil-Equador e foi eleito o Melhor Jogador da competição.
No ano seguinte foi convocado para seleção novamente, desta vez, na categoria infanto-juvenil, quando disputou o Campeonato Sul-Americano Infanto-Juvenil de 2012, cuja sede foi em Santiago-Chile, detalhe que o Brasil vinha de um retrospecto de duas edições consecutivas com o vice-campeonato frente a seleção argentina, então Enrico e seus companheiros de equipe conquistaram o ouro, retomando assim a hegemonia brasileira na categoria, derrotando os argentinos por 3x2(23–25, 25–16, 24–26, 25–16 e19–17).
Enrico desde 2013 atua como profissional no APAV/Kappersberg/Canoas pelo qual foi campeão do Campeonato Gaúcho de 2013, estreou na Superliga Brasileira A 2013-14, com o sexto lugar na campanha da fase de classificação classificou-se para as quartas de final.
Foi convocado em 2013 para Seleção Brasileira para representar o país na categoria infanto-juvenil no Campeonato Mundial realizado nas cidades mexicanas de Tijuana e Mexicali, ocasião que o Brasil não conseguiu chegar as finais, terminando na quinta colocação, ele contribuiu com 38 pontos em toda competição, vestindo a camisa #5, encerrou na nonagésima sexta posição entre os maiores pontuadores, também foi sexagésimo quarto Melhor Sacador do Mundial, figurou entre os melhores defensores, ocupando a quadragésima sétima colocação no fundamento, com 5 pontos de bloqueio ocupou a centésima primeira posição entre os maiores bloqueadores.
Pela primeira vez em sua recente carreira profissional,  transferiu-se para um clube estrangeiro, contratado para atuar na temporada 2014-15 no voleibol italiano, representando o CMC Ravenna, encerrando na fase de classificação na sétima posição e avançou as quartas de final da Del Monte Coppa Italia SuperLega (antes Copa A1 Itália),avançou na Superliga Italiana A as quartas de final.
Em 2015 atuando pelo  CMC Ravenna conquistou o bronze na edição da Challenge Cup cuja fase final deu-se em Forli na Itália.

## Títulos e resultados
- Campeonato Gaúcho:2013[1]

## Premiações individuais
- MVP do Campeonato Sul-Americano Infantil de 2011[1]